# Lawrenceburg (Indiana)
Lawrenceburg – miasto w Stanach Zjednoczonych, w stanie Indiana, siedziba administracyjna hrabstwa Dearborn.

## Historia
Miasto założono w 1802 roku.

## Ludzie związani z miastem
- JB Bartlett (ur. 1973) − kulturysta
- Henry Blasdel (1825−1900) − polityk, pierwszy gubernator Nevady
- George P. Buell (1833–1883) − inżynier budownictwa, żołnierz
- Nicholas Goepper (ur. 1994) – narciarz dowolny, medalista olimpijski
- Justin Schoenefeld (ur. 1998) – narciarz dowolny, medalista olimpijski